# Le Jour d'après (film, 1965)
Pour les articles homonymes, voir Le Jour d'après.
Pour plus de détails, voir Fiche technique et Distribution.
Le Jour d'après (Up from the Beach) est un film de guerre franco- britannico-américain réalisé par Robert Parrish sorti en 1965. Il s'agit d'une adaptation du roman de George Barr Epitaph for an Enemy.

## Synopsis
Après le débarquement de Normandie à Omaha Beach, une escouade américaine libère un groupe d’otages français, mais subit plusieurs pertes au cours d'un violent assaut à Vierville-sur-Mer. Ils finissent par faire prisonnier un officier allemand, qui s'était comporté avec gentillesse avec les civils. Mais la cohabitation avec les soldats ne va pas être simple.

## Fiche technique
- Titre : Le Jour d'après
- Titre original : Up from the Beach
- Réalisation : Robert Parrish
- Scénario : Claude Brulé, Howard Clewes, Stanley Mann d'après le roman de George Barr Epitaph for an Enemy
- Photographie : Walter Wottitz
- Montage : Samuel E. Beetley
- Musique : Edgar Cosma
- Directeur artistique : Willy Holt
- Décors : Karl Baumgartner
- Producteur : Christian Ferry
- Société de production : Panoramic Productions
- Société de distribution : 20th Century Fox
- Pays de production :  États-Unis,  Royaume-Uni,  France
- Langue : Anglais
- Lieux de tournage : Octeville, Sainte-Mère-Église (Manche)
- Format : Noir et blanc — 35 mm — 2,35:1 — Son : Mono (Westrex Recording System)
- Genre : Drame et guerre
- Durée : 99 minutes
- Dates de sortie :
  - France : 26 mai 1965
  - Allemagne de l'Ouest : juin 1965
  - États-Unis : 9 juin 1965
  - Royaume-Uni : 17 janvier 1966

## Distribution
- Cliff Robertson : Sgt. Edward Baxter
- Red Buttons : Pfc. Harry Devine
- Irina Demick : Lili Rolland
- Marius Goring : le commandant allemand
- Slim Pickens : le colonel d'artillerie
- James Robertson Justice : British beachmaster
- Broderick Crawford : MP Major
- Georges Chamarat : le major
- Françoise Rosay : la grand-mère de Lili
- Raymond Bussières : Dupré
- Fernand Ledoux : Barrelmaker